# Острогозьк
Острого́зьк- місто в Росії, адміністративний центр Острогозького району Воронезької області. Лежить на історичній території Слобідської України.
Засноване в 1652 році, статус міста з 1765 року. Одне з полкових міст Слобожанщини. У 1917—1920 — у складі УНР та Української Держави (гетьман Павло Скоропадський включив безпосередньо до складу Харківської губернії). Після встановлення Директорії в Україні місто деякий час контролював уряд УНР. Від 1920 під більшовицькою окупацією.
Лежить за 142 км на південь від Воронежу на річці Тиха Сосна (притока Донy). За 3 км від міста — залізнична станція Острогозьк (на лінії Лиски—Валуйки). Населення (за переписом населення 2010 року) — 33 842 мешканці.

## Походження назви
Острогозьк, який є історичним центром Східної Слобожанщини, був заснований українськими козаками 1652 року. У VIII-Х століттях на цьому місці вже існувало слов'янське поселення племені сіверян, але постійні напади кочовиків змусили наших предків покинути ці землі, а повернулися вони сюди лише в добу Богдана Хмельницького, аби своєю присутністю знову захищати рідну землю від ворожих зазіхань. Свою назву місто отримало від річки Острогощі, яка тут впадає в Тиху Сосну. Але за народними переказами, ім'я своє Острогозьк отримав від маленької дерев'яної фортеці — «острожка», з якого і розпочалася у XVII ст. майбутня столиця найсхіднішого українського козацького полку.
Українська народна назва Рибне походить від місцини на річці Острогощі — Рибного плеса.

## Історія

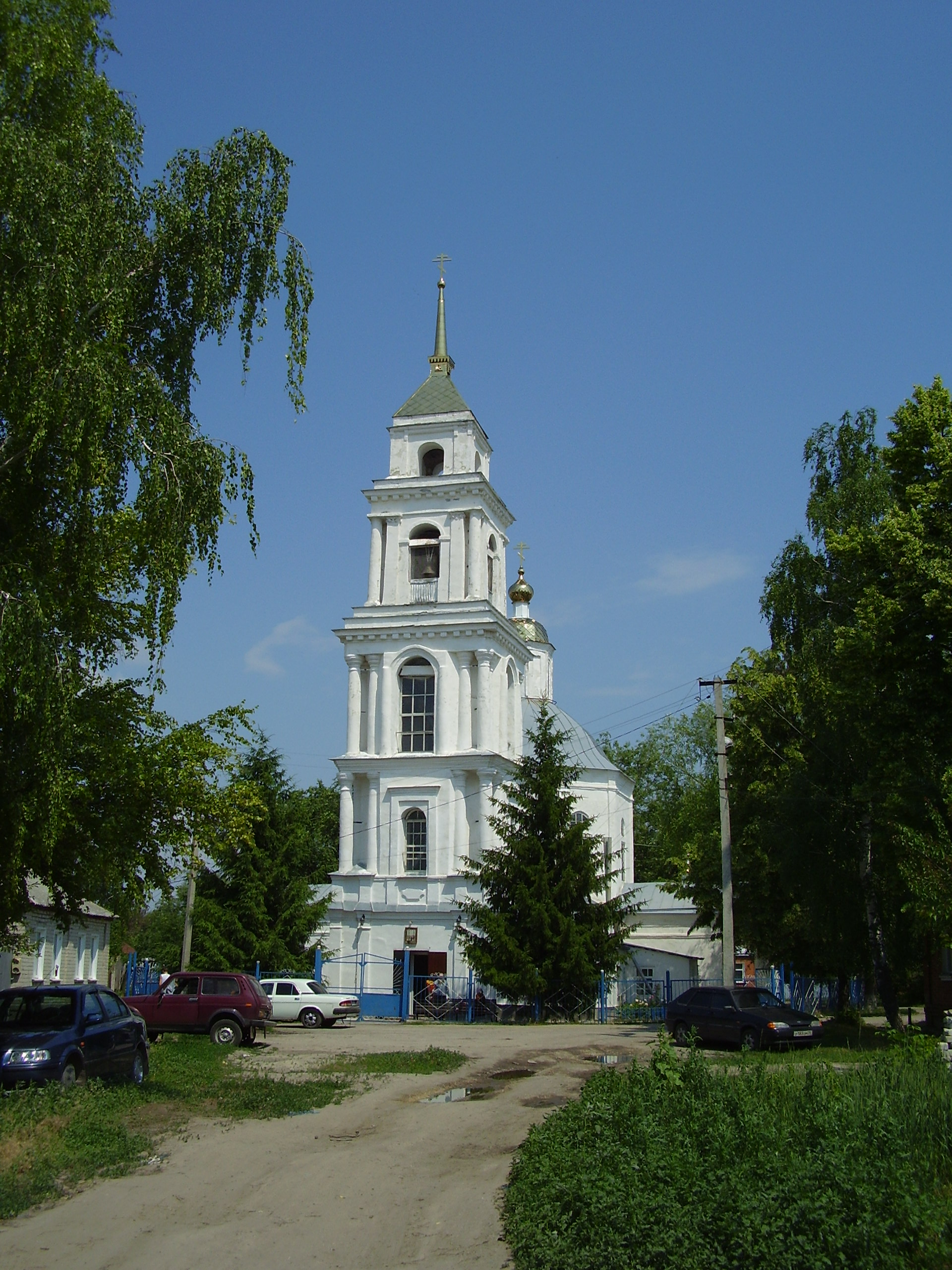
Преображенська церква в Острогозьку

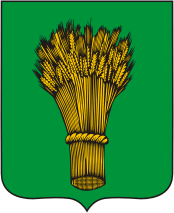
Герб (1781)

Засноване у 1650–1652 реєстровими українськими козаками Чернігівського і Ніжинського полків як військова фортеця — острог (на Білгородській межі) Московії. Будівництвом міста керував полковник Іван Дзиковський. Кількість реєстрових козаків — 2000 осіб, з родинами та майном. У 1653 році було завершене будівництво фортеці та церкви, а 1654 року до міста прибули нові переселенці-козаки, котрі оселилися у західній частині міста, яка й досі має назву «Нова Сотня».
До 1765 був полковим містом Острогозького слобідського полку, в 1779–1928 повітове місто Острогозького повіту Воронізької губернії.
За даними 1859 року у місті мешкало 7112 осіб (3678 чоловічої статі та 2434 — жіночої), налічувалось 762 дворових господарства, існували 7 православних церков, повітове й приходське училища, приватний пансіон і приватна школа, лікарня, богодільня, поштова станція, 25 заводів (2 салотопних, 3 миловарних, 3 свічкосальних, 2 свічковоскових, 2 ковбасних, 3 тютюнових, 2 цегельних і шкіряний), відбувались базари й 3 ярмарки на рік.
Місто в народі називали Рибним, оскільки тут був головний склад риби, яку продавали у внутрішніх губерніях Московії з Дону.
1895 через місто пройшла залізниця Харків—Балашов.
За переписом 1897 року кількість мешканців зросла до 20983 осіб (10410 чоловічої статі та 10573 — жіночої), з яких 20653 — православної віри.

### Перші визвольні змагання
25 травня 1917 року в місті відбувся перший Український з'їзд Острогозького повіту, на який зібралися представники 15 волостей, товариства «Просвіта» та кооперативів. З'їзд видав кілька постанов та перевів збірку на Український Національний Фонд.
Найголовнішими постановами були:
- зв'язатися з Харковом як центром усієї Слобожанщини;
- негайно приступити до українізації народних шкіл шляхом організації курсів, впливом на земства тощо;
- визнати жовто-блакитний прапор та ін.

Було обрано Українську повітову раду, якій доручили реалізацію постанов З'їзду та започаткування національних з'їздів в інших повітах.
У 1917 — у складі УНР. У 1918 зайнятий військами Української Держави. Гетьман Павло Скоропадський включив Острогозьк безпосередньо до складу Харківської губернії Української Держави. Після встановлення Директорії в Україні місто деякий час контролював уряд УНР. 1920 — постійна більшовицька окупація.
З 1928 року — районний центр Острогозького району (до того був повітовим містом). Тоді ж почався систематичний терор проти міського населення, пов'язаного з приватною справою. 1932—1933 комуністи вдалися до Голодомору проти населення міста. Загалом місто значно постраждало внаслідок геноциду українського народу, проведеного урядом СССР.
У роки німецько-радянської війни під контролем німецьких військ з 5 липня 1942 року по 20 січня 1943 року. Тоді ж Острогозьк включений до складу Райхскомісаріату Україна. Острогозьк мав входити до Генеральної округи Воронеж (адміністративний центр у місті Воронеж) і стати центром Острогозького ґебіту.

## Населення
За переписом 1897 року у місті проживало 20 983 осіб (10 410 чоловіків та 10 573 жінки). Розподіл населення за мовою згідно з переписом 1897 року:
| Мова       | Осіб   | Відсоток |
| ---------- | ------ | -------- |
| українська | 10 789 | 51,42 %  |
| російська  | 9 815  | 46,78 %  |
| єврейська  | 128    | 0,61 %   |
| польська   | 73     | 0,35 %   |
| німецька   | 67     | 0,32 %   |
| інші       | 111    | 0,52 %   |
| Разом      | 20 983 | 100 %    |

Зміна чисельності населення за даними всесоюзних і всеросійських переписів:
| Рік       | 1856 | 1897   | 1913   | 1926   | 1931   | 1959   | 1979   | 1989   | 2002   | 2010   | 2020   |
| --------- | ---- | ------ | ------ | ------ | ------ | ------ | ------ | ------ | ------ | ------ | ------ |
| населення | 7400 | ▲21000 | ▲23900 | ▼11000 | ▲19300 | ▲28403 | ▲35577 | ▲35698 | ▲35746 | ▼33842 | ▼31829 |

## Економіка
- авторемонтний завод
- цегляний завод
- завод столярних виробів
- оліфоварочний завод
- консервний завод
- винний завод
- маслосироробний завод
- шкірний завод
- філіал ПО «Робітниця» (легка промисловість)
- крейдо-вапняний комбінат.

## Соціальна сфера

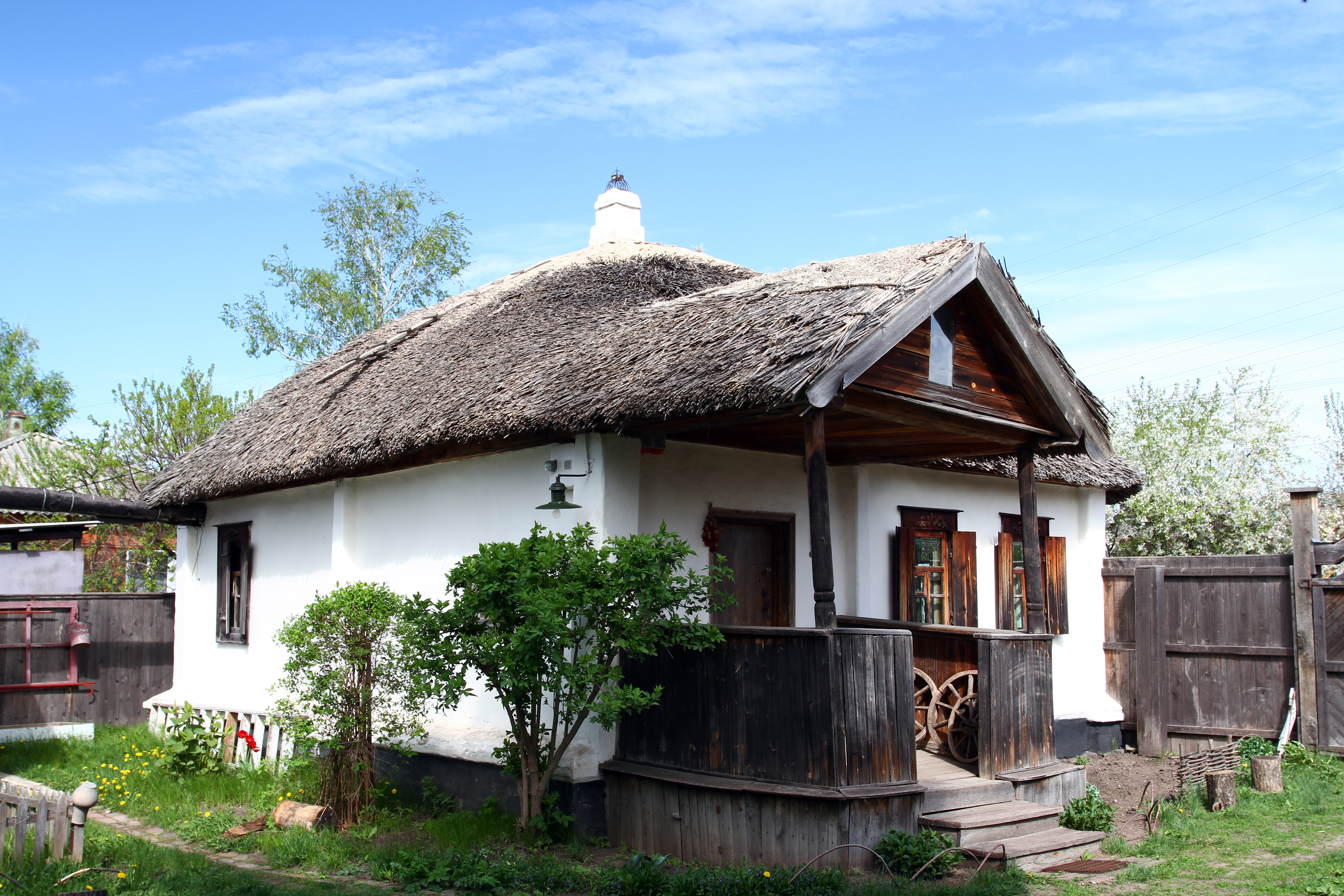
Будинок-музей Крамського

У місті є краєзнавчий музей, будинок-музей Івана Крамського, картинна галерея імені І. М. Крамського.
Видається російською мовою районна газета «Острогожская жизнь».
Зберігся ряд пам'яток архітектури — купецьких будинків XIX — початку XX століть. У центрі міста — пам'ятний камінь на місці зустрічі Гетьмана Івана Мазепи і московського володаря Петра I.

## Пам'ятний знак на честь гетьмана Мазепи на острогозькому Майдані

М. Ратушний та Д.Денисенко біля «мазепиного каменю».

На центральній історичній площі міста, яку називають тут Майданом, височить пам'ятний знак, напис на якому повідомляє: 
 «6 вересня 1696 року на Майдані Петро І, повертаючись з Азовського походу, зустрічався з гетьманом України Мазепою і козаками Острогозького полку, дякував їм за хоробрість і вірну службу»
Втім, історики стверджують, що у документах немає жодних відомостей про зустріч Петра з козаками Острогозького полку.
Зустріч Петра і Мазепи описана у виданій 1822 року першій книжці «Истории Малой России» Дмитра Бантиш-Каменського, і стала сюжетом думи Кондратія Рилєєва «Петр Первый в Острогожске». Своїм віршем Рилєєв створив майбутнє місце пам'яті.
Мазепа подарував цареві надзвичайно цінну шаблю, оправлену золотом із самоцвітами і в щиті на золотому ланцюгу, прикрашеному алмазами, яхонтами, рубінами.
Пам'ятний камінь було встановлено 3 жовтня 1997 року, з нагоди святкування 345-річчя Острогозька, більш ніж через 300 років після події.
Відомо, як сильно допомогли козаки гетьмана Мазепи російському цареві при здобуті міцної турецької фортеці у гирлі Дону, на Азовському морі.
2010-го року острогозький Майдан відвідала висока делегація українців. Голова Української Всесвітньої Координаційної Ради Михайло Ратушний і український журналіст зі Східної Слобожанщини, активіст місцевого українського товариства «Перевесло», який при цьому очолює Воронізьке регіональне відділення ОУР (Об'єднання українців Росії) Дмитро Денисенко, узявши з собою державний прапор України, сфотографувалися разом з ним біля острогозького пам'ятника українському гетьману. Світлина ця, разом з невеличкою статтею про Східну Слобожанщину, з'явилися незабаром в українському виданні «Україна молода». Між іншим, згадали автори цієї статті і про ті труднощі, які довелось долати острогозьким шанувальникам старовини, аби отримати дозвіл від воронізької влади на встановлення цього пам'ятника. «Коли встановлювали цей пам'ятний знак, місцевій владі закидали: чого це ви Мазепу згадуєте? — розповідає пан Денисенко. — Ті відповіли: тут відбулася зустріч двох відомих правителів того часу, для Острогозька — це вагома історична подія». Так і вдалося острогозцям відстояти свій пам'ятник на Майдані.

## Відомі люди
З містом пов'язане життя і діяльність:
- козацького полковника Івана Дзиковського (засновника міста)
- філософів Григорія Сковороди та Миколи Станкевича
- поета-декабриста Кіндрата Рилєєва
- художника українського козацького походження Івана Крамського (народився в Острогозьку)
- поета єврейського походження Самуїла Маршака
- українського історика і правника Івана Теличенка
- білоруського поета і перекладача Юлія Тавбіна
- українського педагога Климентія Турчаковського
- слобожанця німецького походження, художника Едуарда Штейнберга[13].

В Острогозьку жив і працював космонавт Анатолій Філіпченко.
- Ніколаєва Ганна Тимофіївна (1922—2003) — радянська і українська акторка театру та кіно.